# Google Suggest
Google Suggest (hay Google gợi ý từ khóa) là tính năng tự động hoàn thiện truy vấn khi người dùng nhập từ khóa trong hộp tìm kiếm, thuật toán Google cố gắng đề xuất các truy vấn tìm kiếm phù hợp nhất cho từ khóa đã nhập và các từ khóa được đề xuất này sẽ xuất hiện bên dưới hộp tìm kiếm. Tính năng này được thực hiện dựa trên sự phổ biến của từ khóa mà người dùng đang truy vấn.